# Radvanice (Kobyly)
Radvanice (německy Radwanitz) je malá vesnice, část obce Kobyly v okrese Liberec. Nachází se asi jeden kilometr severozápadně od Kobyl. Prochází zde silnice II/279. Radvanice leží v katastrálním území Kobyly o výměře 7,47 km².

## Historie
První písemná zmínka o vesnici pochází z roku 1239.